# Tirol KTM Cycling Team
Tirol KTM Cycling Team (Kod UCI: TIR) – austriacka grupa kolarska założona w 2008 w Innsbrucku. Zespół od początku istnienia należy do dywizji UCI Continental Teams.

## Nazwa grupy w poszczególnych latach
| lata      | nazwa                    |
| --------- | ------------------------ |
| 2008–2009 | Tyrol-Team Radland Tirol |
| 2010–2011 | Tyrol Team               |
| 2012–2018 | Tirol Cycling Team       |
| od 2019   | Tirol KTM Cycling Team   |

## Sezony

### 2024

#### Skład
| Skład drużyny 2024       | Skład drużyny 2024  | Skład drużyny 2024 | Skład drużyny 2024                      |
| Imię i nazwisko          | Data urodzenia      | Państwo            | Poprzednia grupa                        |
| ------------------------ | ------------------- | ------------------ | --------------------------------------- |
| Trym Brennsæter          | 26 maja 2003        | Norwegia           | Équipe continentale Groupama-FDJ (2023) |
| Paul Buschek             | 19 lipca 2002       | Austria            |                                         |
| Matthew Dodd             | 27 listopada 2004   | Wielka Brytania    |                                         |
| Benjamin Eckerstorfer    | 12 stycznia 2004    | Austria            | Soudal Quick-Step Devo Team (2023)      |
| Simen Evertsen-Hegreberg | 23 kwietnia 2004    | Norwegia           |                                         |
| Simon Gall               | 6 października 2003 | Austria            | Union Raiffeisen Radteam Tirol (2023)   |
| Jonas Holzknecht         | 9 listopada 2004    | Austria            |                                         |
| Moritz Hörandtner        | 25 czerwca 2003     | Austria            |                                         |
| Luca Oberlechner         | 30 kwietnia 2004    | Austria            |                                         |
| David Paumann            | 19 listopada 2003   | Austria            |                                         |
| David Preyler            | 6 stycznia 2004     | Austria            |                                         |
| Sebastian Putz           | 26 sierpnia 2003    | Austria            | Union Raiffeisen Radteam Tirol (2022)   |
| Marco Schrettl           | 11 września 2003    | Austria            | Trinity Racing (2022)                   |
| Tim Wafler               | 28 stycznia 2002    | Austria            |                                         |
|                          |                     |                    |                                         |
| Źródło: ProCyclingStats  |                     |                    |                                         |

### 2023

#### Skład
| Skład drużyny 2023       | Skład drużyny 2023 | Skład drużyny 2023 | Skład drużyny 2023                    |
| Imię i nazwisko          | Data urodzenia     | Państwo            | Poprzednia grupa                      |
| ------------------------ | ------------------ | ------------------ | ------------------------------------- |
| Paul Buschek             | 19 lipca 2002      | Austria            |                                       |
| Matthew Dodd             | 27 listopada 2004  | Wielka Brytania    |                                       |
| Simen Evertsen-Hegreberg | 23 kwietnia 2004   | Norwegia           |                                       |
| Alexander Hajek          | 19 lipca 2003      | Austria            | Trinity Racing (2022)                 |
| Jonas Holzknecht         | 9 listopada 2004   | Austria            |                                       |
| Moritz Hörandtner        | 25 czerwca 2003    | Austria            |                                       |
| Luca Oberlechner         | 30 kwietnia 2004   | Austria            |                                       |
| David Paumann            | 19 listopada 2003  | Austria            |                                       |
| David Preyler            | 6 stycznia 2004    | Austria            |                                       |
| Sebastian Putz           | 26 sierpnia 2003   | Austria            | Union Raiffeisen Radteam Tirol (2022) |
| Linus Rosner             | 30 marca 2001      | Niemcy             | Rad-net Rose Team (2021)              |
| Marco Schrettl           | 11 września 2003   | Austria            | Trinity Racing (2022)                 |
| Jaka Špoljar             | 4 marca 2003       | Słowenia           | Adria Mobil (2022)                    |
| Tim Wafler               | 28 stycznia 2002   | Austria            |                                       |
|                          |                    |                    |                                       |
| Źródło: ProCyclingStats  |                    |                    |                                       |

### 2022

#### Skład
| Skład drużyny 2022                       | Skład drużyny 2022 | Skład drużyny 2022 | Skład drużyny 2022                    |
| Imię i nazwisko                          | Data urodzenia     | Państwo            | Poprzednia grupa                      |
| ---------------------------------------- | ------------------ | ------------------ | ------------------------------------- |
| Paul Buschek                             | 19 lipca 2002      | Austria            |                                       |
| Felix Engelhardt                         | 19 sierpnia 2000   | Niemcy             |                                       |
| Matevž Govekar (1 sty–31 maj)            | 17 kwietnia 2000   | Słowenia           | mebloJOGI Pro-concrete (2020)         |
| Lukas Grießer (1 sty–18 maj)             | 8 lipca 2003       | Austria            |                                       |
| Emilio Halbmayer (1 sty–30 maj, Przypis) | 1 czerwca 2003     | Austria            |                                       |
| Moritz Hörandtner                        | 25 czerwca 2003    | Austria            |                                       |
| Stefan Kovar                             | 15 maja 2002       | Austria            |                                       |
| Florian Lipowitz (1 sty–31 lip)          | 21 września 2000   | Niemcy             |                                       |
| David Paumann                            | 19 listopada 2003  | Austria            |                                       |
| Kevin Pezzo Rosola                       | 30 listopada 2002  | Włochy             |                                       |
| Linus Rosner                             | 30 marca 2001      | Niemcy             | Rad-net Rose Team (2021)              |
| Karel Vacek                              | 9 września 2000    | Czechy             | Qhubeka NextHash (2021)               |
| Tim Wafler                               | 28 stycznia 2002   | Austria            |                                       |
| Emanuel Zangerle                         | 24 września 2002   | Austria            |                                       |
| Nepomuk Roth (5 maj–31 gru)              | 29 grudnia 2000    | Niemcy             | Union Raiffeisen Radteam Tirol (2021) |
| Logan McLain (1 sty–11 lip, Przypis)     | 8 lutego 2002      | Stany Zjednoczone  |                                       |
|                                          |                    |                    |                                       |
| Źródło: ProCyclingStats                  |                    |                    |                                       |

Przypis: Emilio Halbmayer, koniec kariery
Przypis: Logan McLain, koniec kariery

#### Zwycięstwa
| Zwycięstwa | Zwycięstwa                | Zwycięstwa | Zwycięstwa | Zwycięstwa     | Zwycięstwa |
| Data       | Wyścig                    | Państwo    | Kategoria  | Zwycięzca      |            |
| ---------- | ------------------------- | ---------- | ---------- | -------------- | ---------- |
| 10 mar     | Istarsko Proljeće, prolog | Chorwacja  | 2.2        | Matevž Govekar |            |

### 2021

#### Skład
| Skład drużyny 2021      | Skład drużyny 2021   | Skład drużyny 2021 | Skład drużyny 2021             |
| Imię i nazwisko         | Data urodzenia       | Państwo            | Poprzednia grupa               |
| ----------------------- | -------------------- | ------------------ | ------------------------------ |
| Paul Buschek            | 19 lipca 2002        | Austria            |                                |
| Felix Engelhardt        | 19 sierpnia 2000     | Niemcy             |                                |
| Florian Gamper          | 3 sierpnia 1999      | Austria            |                                |
| Matevž Govekar          | 17 kwietnia 2000     | Słowenia           | mebloJOGI Pro-concrete (2020)  |
| Florian Kierner         | 17 maja 1999         | Austria            | Felbermayr Simplon Wels (2021) |
| Stefan Kovar            | 15 maja 2002         | Austria            |                                |
| Florian Lipowitz        | 21 września 2000     | Niemcy             |                                |
| Leslie Lührs            | 23 marca 2001        | Niemcy             | Team Auto Eder Bayern (2019)   |
| Logan McLain            | 8 lutego 2002        | Stany Zjednoczone  |                                |
| Kevin Pezzo Rosola      | 30 listopada 2002    | Włochy             |                                |
| Georg Steinhauser       | 21 października 2001 | Niemcy             | Rad-Union 1913 Wangen (2019)   |
| Emanuel Zangerle        | 24 września 2002     | Austria            |                                |
|                         |                      |                    |                                |
| Źródło: ProCyclingStats |                      |                    |                                |

#### Zwycięstwa
| Zwycięstwa | Zwycięstwa                        | Zwycięstwa | Zwycięstwa | Zwycięstwa        | Zwycięstwa |
| Data       | Wyścig                            | Państwo    | Kategoria  | Zwycięzca         |            |
| ---------- | --------------------------------- | ---------- | ---------- | ----------------- | ---------- |
| 18 lip     | Giro della Valle d'Aosta, 3. etap | Włochy     | 2.2U       | Georg Steinhauser |            |

### 2020

#### Skład
| Skład drużyny 2020      | Skład drużyny 2020 | Skład drużyny 2020 | Skład drużyny 2020             |
| Imię i nazwisko         | Data urodzenia     | Państwo            | Poprzednia grupa               |
| ----------------------- | ------------------ | ------------------ | ------------------------------ |
| Tobias Bayer            | 17 listopada 1999  | Austria            |                                |
| Felix Engelhardt        | 19 sierpnia 2000   | Niemcy             |                                |
| Marco Friedrich         | 16 lutego 1998     | Austria            |                                |
| Florian Gamper          | 3 sierpnia 1999    | Austria            |                                |
| Mario Gamper            | 3 sierpnia 1999    | Austria            |                                |
| Florian Kierner         | 17 maja 1999       | Austria            | Felbermayr Simplon Wels (2020) |
| Florian Lipowitz        | 21 września 2000   | Niemcy             |                                |
| Leslie Lührs            | 23 marca 2001      | Niemcy             | Team Auto Eder Bayern (2019)   |
| Samuele Rivi            | 11 maja 1998       | Włochy             |                                |
| Max Veraszto            | 16 lutego 1999     | Austria            |                                |
| Markus Wildauer         | 25 maja 1998       | Austria            |                                |
|                         |                    |                    |                                |
| Źródło: ProCyclingStats |                    |                    |                                |

### 2019

#### Skład
| Skład drużyny 2019                        | Skład drużyny 2019   | Skład drużyny 2019 | Skład drużyny 2019             |
| Imię i nazwisko                           | Data urodzenia       | Państwo            | Poprzednia grupa               |
| ----------------------------------------- | -------------------- | ------------------ | ------------------------------ |
| Tobias Bayer                              | 17 listopada 1999    | Austria            |                                |
| Nicolas Dalla Valle (1 sty–31 lip)        | 13 września 1997     | Włochy             | Colpack (2017)                 |
| Omar El Gouzi                             | 16 sierpnia 1999     | Włochy             |                                |
| Felix Engelhardt                          | 19 sierpnia 2000     | Niemcy             |                                |
| Marco Friedrich                           | 16 lutego 1998       | Austria            |                                |
| Florian Gamper                            | 3 sierpnia 1999      | Austria            |                                |
| Mario Gamper                              | 3 sierpnia 1999      | Austria            |                                |
| Patrick Gamper                            | 18 lutego 1997       | Austria            | Kometa (2019)                  |
| Marcel Neuhauser (21 cze–31 mar, Przypis) | 25 lutego 1997       | Austria            | Felbermayr Simplon Wels (2018) |
| Samuele Rivi                              | 11 maja 1998         | Włochy             |                                |
| Markus Wildauer                           | 25 maja 1998         | Austria            |                                |
| Georg Zimmermann (1 sty–31 lip)           | 11 października 1997 | Niemcy             | Felbermayr Simplon Wels (2017) |
|                                           |                      |                    |                                |
| Źródło: ProCyclingStats                   |                      |                    |                                |

Przypis: Marcel Neuhauser, koniec kariery